# Julian Grobelny
 (novembre 2014).
Si vous disposez d'ouvrages ou d'articles de référence ou si vous connaissez des sites web de qualité traitant du thème abordé ici, merci de compléter l'article en donnant les références utiles à sa vérifiabilité et en les liant à la section « Notes et références ».
Julian Grobelny, né en 1893 à Brzeziny et mort en 1944, est un socialiste polonais, résistant et président de la commission d’aide aux Juifs polonais.

## Biographie
Julian Grobelny est membre du PPS (Parti socialiste polonais). Après la Première Guerre mondiale, il prend part aux trois soulèvements pro-polonais en Silésie orientale. 
C'est un résistant, membre de 1939 à 1945 de l’Armia Krajowa (Armée de l’Intérieur).
Premier président de la Żegota (Commission d’aide aux Juifs polonais). Pour cette activité durant l’occupation allemande, il a été honoré du titre de Juste parmi les nations.